# Drugi korak
Drugi korak - Centar za društvenu integraciju spolnih i rodnih manjina je hrvatska nevladina organizacija osnovana 21. listopada 2006. godine, a službeno registrirana 23. studenog 2006., u Zagreb. S radom je prestala 2007.
Drugi korak je okupljao osobe manjinskih seksualnih i rodnih identiteta: homoseksualne osobe – lezbijke i gej muškarce, biseksualne, transrodne i interseksualne osobe; kao i heteroseksualne osobe s kojima se gradi odnos koji se temelji na povjerenju, prihvaćanju, uvažavanju i suradnji.
Drugi korak osimišljen je kao nastavak lezbijskog i gej aktivizma u Hrvatskoj koji je započeo još 1970-ih godina i koji je doživio punu afirmaciju osnivanjem Iskoraka i drugih registriranih udruga čiji su neki sadašnji i bivši članovi i članice ujedno i osnivači i osnivačice Drugog koraka. 

## Osnovni ciljevi
Misija Drugog koraka je potpuna društvena integracija seksualnih i rodnih manjina u hrvatsko društvo na svim razinama. 
U osnovi, zalaže se za dekonstrukciju patrijarhalnih društvenih obrazaca i rodno-spolnih stereotipa, ali nipošto ne negiranjem i omalovažavanjem tradicije ili povredom vjerskih, nacionalnih i inih osjećaja naših građana i građanki. Drugi korak želi pridonijeti kulturi dijaloga i nenasilnoj komunikaciji sa svim dionicima društveno-političkog života kao jedinim legitimnim načinom promicanja ljudskih prava manjinskih skupina. 
Lezbijski i gej aktivizam uobičajen je u naprednim demokratskim društvima.  
DK smatra da nitko ne smije biti ni diskriminiran niti povlašten na osnovi svoje seksualne orijentacije ili rodnog izražavanja. Heteroseksualne i homoseksualne osobe trebaju imati jednaka prava. 
Drugi korak potpuno podržava politiku jednakih mogućnosti – za sve ljude. Želi pridonijeti izgradnji ljepšeg i pravednijeg društva do kojega se može doći samo uz potpunu društvenu integraciju manjine u većinu.

## Projekti
- Gay u obitelji je projekt Drugog koraka, a kojemu je svrha pomoći gej osobama da se integriraju u svoju obitelj. Pomoć se manifestira edukativnim, informativnim elementima.
- Okrugli stol Drugog koraka i Ureda za ravnopravnost spolova Vlade Republike Hrvatske.

## Savjet
Članice i članovi Savjeta Drugog koraka su javne osobe iz društvenog, političkog i kulturnog života. One prate rad Upravnog odbora i pridonose njegovom radu savjetima, uputama i sugestijama radi ostvarenja ciljeva udruge. 
Članice i članovi Savjeta nisu navedeni po abecednom redu, već se navode po datumu ulaska u Savjet. 
- Vesna Kesić, predsjednica Savjeta, sociologinja, novinarka i aktivistkinja
- Nenad Stazić, saborski zastupnik SDP-a
- mr. Helena Štimac Radin, predstojnica Ureda Vlade RH za ravnopravnost spolova
- Andrea Feldman, izvršna direktorica Instituta za demokraciju
- Kruno Kartus, zamjenik glavne urednice Alerta - nezavisnog medija za okoliš
- Iva Prpić, dipl. socijalna radnica i zastupnica SDP-a u Skupština Grada Zagreba
- Sanja Sarnavka, koordinatorica Grupe za ženska ljudska prava B.a.B.e
- Bojana Bonny Bošnjak,aktivistica, trenerica i savjetnica za udruge
- Gordana Sobol, predsjednica Saborskog odbora za ravnopravnost spolova
- Zlatko Kramarić, saborski zastupnik HSLS-a
- Šime Lučin, saborski zastupnik SDP-a
- Vesna Kljajić, novinarka
- Vesna Škare Ožbolt, saborska zastupnica DC-a
- Dafinka Večerina, odvjetnica
- Zoran Oštrić, glavni tajnik Zelene liste
- Dado Topić, glazbenik

## Vanjske poveznice
Gay u obitelji